# Ikarus 66
Ikarus 66 — автобус для пригородного и междугородного сообщения, выпускавшийся венгерской фирмой Ikarus с 1955 по 1973 год. Впервые был представлен в 1952 г. и стал настоящей мировой сенсацией и был непохож на своих предшественников.
Семейство Ikarus 66/55 представляет собой четыре различных модели — две городские, междугородняя и туристический «люкс».
Ikarus 66 с несущим кузовом был вариантом почти однотипного и производившегося в это же время туристического и автобуса дальнего следования Ikarus 55.
В качестве привода использовался рядный шестицилиндровый дизельный двигатель с вихревой камерой и водяным охлаждением типа D-614 венгерского производителя Csepel (Csepel Motorkerékpárgyár) объёмом 8275 см3 мощностью 145 л. с. (107 кВт) при 2300 оборотах в минуту. Он помещался стоя в корме и приводил в движение заднюю ось автобуса через сухое однодисковое сцепление, коробку передач и планетарный редуктор. С таким приводом (4 × 2 ) в зависимости от передачи автобус развивал максимальную скорость 61—98 км в час. Автобус оснащался гидроусилителем руля.
Несколько тысяч автобусов Ikarus 66 было поставлено в ГДР, где из-за сильного шума двигателя его прозвали «ракетой». В ходе реконструкции на них ставили шестицилиндровые дизельные двигатели местного производства, так называемые «шёнебеккеры» 6 VD 14.5/12 SRW от производителя тракторов VEB Schlepperwerk Nordhausen. Один автобус использовался в Москве для перевозки сотрудников СЭВ.